# Llera, Badajoz
Llera är en kommun i Spanien.   Den ligger i provinsen Provincia de Badajoz och regionen Extremadura, i den sydvästra delen av landet, 300 km sydväst om huvudstaden Madrid. Antalet invånare är 917.